# 牛若愚
牛若愚（1529年—？），字睿卿，一字希颜，山西澤州民籍河南開封府祥符縣人，明朝政治人物。

## 生平
嘉靖二十八年（1549年）己酉科河南鄉試第十六名舉人。嘉靖三十八年（1559年）中式己未科會試第二百九十三名，三甲第十三名進士。授荆州府推官，升济南府同知，四十三年遷西安府同知。

## 家族
曾祖牛政，壽官；祖父牛瓉，壽官；父牛揚，教諭。母劉氏。慈侍下。兄若琦、若虚（三十四年乙卯科舉人、贡士）。弟若鲁、若讷、若晦。